# Taylor Cub
Produit aux États-Unis, le Taylor Cub fut initialement conçu par Clarence Gilbert Taylor (en) comme un petit avion utilitaire simple et léger, issu de l'évolution de l'Arrowing Chummy. Il était l'ancêtre du très célèbre Piper J-3 Cub, et la production totale des avions de la famille Cub a atteint les 23 512 appareils.
Ces avions sont rapidement devenus un symbole de l'aviation légère aux États-Unis puis dans le monde, au même titre que le Cessna 172, et de très nombreux exemplaires font encore le bonheur de nombreux pilotes privés dans les aéroclubs de nos jours.

## Conception et développement
En 1930, C. G. Taylor et la Taylor Aircraft Company (en) se lancèrent dans la production d'un petit avion biplace en tandem à faible puissance, désigné « Taylor Cub ». L'avion possédait des ailes montées en position haute, un cockpit ouvert, un fuselage en tubes d'acier recouvert de tissu et des ailes en bois au profil USA-35B. Il était à l'origine propulsé par un moteur Brownback « Tiger Kitten » d'à peine 20 ch (14,9 kW). Comme le petit du tigre est désigné cub en anglais, le comptable de Taylor, Gilbert Hadrel, fut inspiré de donner au petit avion le nom de Cub.
Le moteur Tiger Kitten (« bébé tigre ») rugissait bien mais n'était pas assez costaud pour propulser l'avion, si léger soit-il. Le 12 septembre 1930, un vol d'essai du Cub se termina brutalement lorsque l'avion se trouva à court de piste pour décoller. Le manque de puissance du moteur ne permettait pas de soulever l'avion au-delà de 1,5 m au-dessus du sol. En octobre, un moteur en étoile Salmson AD-9 produit en France fut installé et donna au Cub de bonnes performances, mais il était malheureusement cher à l'entretien.
Finalement, en février 1931 Taylor présenta un Cub à la structure améliorée, propulsé par le tout-nouveau Continental A40 (en) de 37 ch (27,6 kW). Le 15 juin 1931, le nouveau Taylor E-2 Cub reçut le certificat 2-358 Category 2 (ou « Memo ») et la licence du département du Commerce des États-Unis pour lancer sa production. Il reçut plus tard le certificat de type complet, le 7 novembre. 22 Cubs furent vendus en 1931, pour un prix unitaire de 1 325 dollars (soit 22 276 dollars de 2025). En 1935, le prix était monté à 1 475 dollars (soit 24 797 dollars de 2025) et, à la fin de la production en février 1936, 353 Cubs avaient été produits à Emery Airport, à Bradford.

## Versions

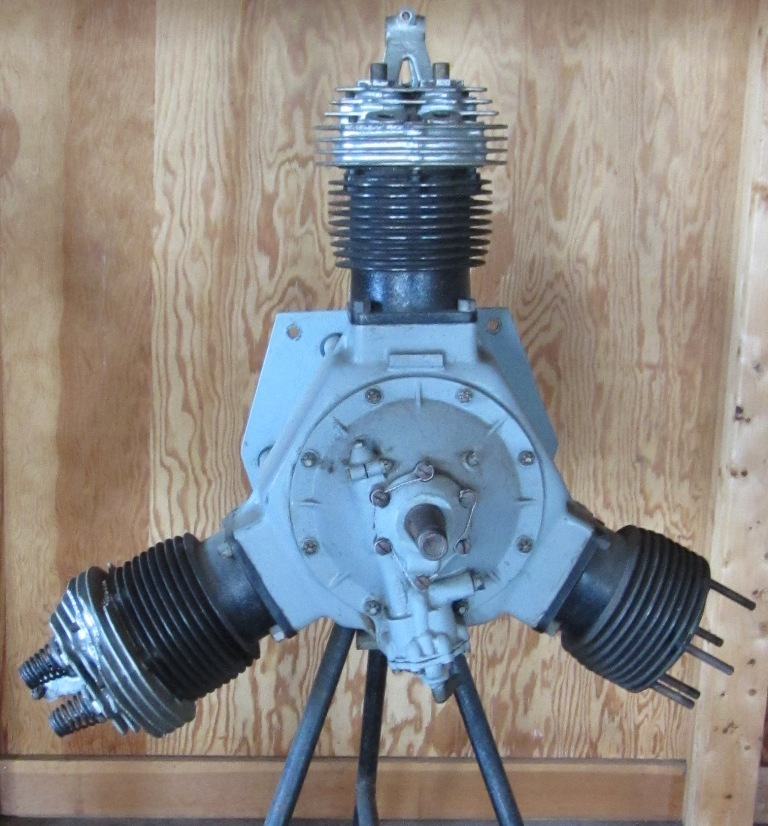
Un moteur radial Szekely en exposition.

- Taylor E-2 :

Désignation du prototype, qui effectua son premier vol en septembre 1930 avec un moteur Brownback « Tiger Kitten » de seulement 20 ch (14,9 kW). Ce moteur fut plus tard remplacé par un Slamson D-9 français de 40 ch (30 kW). Bien que permettant enfin de faire voler correctement l'E-2, il était cher à l'entretien et utilisait le système métrique, ce qui posait également des problèmes (les États-Unis employaient le système impérial).
- Taylor E-2 Cub :

Version de production de l'E-2, recevant le moteur Continental A-40-2 (en), puis plus tard dans la production la version améliorée A-40-3. Elle fut produite de 1931 à 1936.
- Taylor F-2 :

Des problèmes persistants avec les premiers exemplaires du moteur A-40 sur l'E-2 menèrent le constructeur à chercher d'autres moteurs pouvant être installés sur l'avion. Le premier choix fut l'Aeromarine AR-3-40, un moteur à 3 cylindres en étoile refroidis par air qui développait une puissance de 40 ch à 2 050 tr/min. Le Cub ainsi équipé prit la désignation de F-2. Environ 33 exemplaires furent produits. Un exemplaire équipé de flotteurs fut désigné F-2S.
- Taylor G-2 :

Dans une autre tentative de remplacement du moteur A-40, Taylor en vint carrément à concevoir son propre moteur de 35 à 40 ch. Il fut installé sur l'avion portant le numéro de série 149, immatriculé X14756. Cet exemplaire prit la désignation de G-2. Aucun détail ne fut publié sur ce moteur unique, et ses caractéristiques restent inconnues de nos jours.
- Taylor H-2 :

Le G-2 fut remotorisé avec un Szekely SR-3-35 (en), un autre moteur à 3 cylindres en étoile développant 35 ch à 1 750 tr/min. Il reçut la désignation de H-2. Le certificat de type A-572 fut attribué le 28 mai 1935. Trois F-2 furent convertis à ce moteur — les numéros 40, 66 et 74 —, portant ainsi à quatre le nombre d'exemplaires de la version H-2.
Le 22 juin 1937, Beverly Dodge et un passager établirent le record d'altitude pour une femme dans un H-2, avec une altitude de 16 800 pieds (5 120,64 m).
- Taylor J-2 :

Le Taylor J-2 fut la dernière itération de la série des Cub à porter le nom de Taylor, avant que la compagnie ne se renomme elle-même Piper Aircraft, en novembre 1937. La ligne de production avait été déplacée vers Lock Haven, en Pennsylvanie, plus tôt en 1937 à la suite de la destruction de l'usine de Bradford par un incendie,.
- Taylorcraft A :

Lorsque C. G. Taylor se sépara de Taylor Aircraft en fonda la nouvelle compagnie Taylor-Young, son premier avion, initialement désigné « Taylor-Young Model A », était un peu plus qu'un simple Cub amélioré avec des sièges côte-à-côte. Taylor-Young changea rapidement son nom en Taylorcraft et le Model A devint le « Taylorcraft A », premier de la série des Taylorcraft.

## Utilisateur (Militaire)
- Nicaragua :
  - Force aérienne de l'armée du Nicaragua : Un exemplaire.

## Caractéristiques (Taylorcraft E-2 Cub)

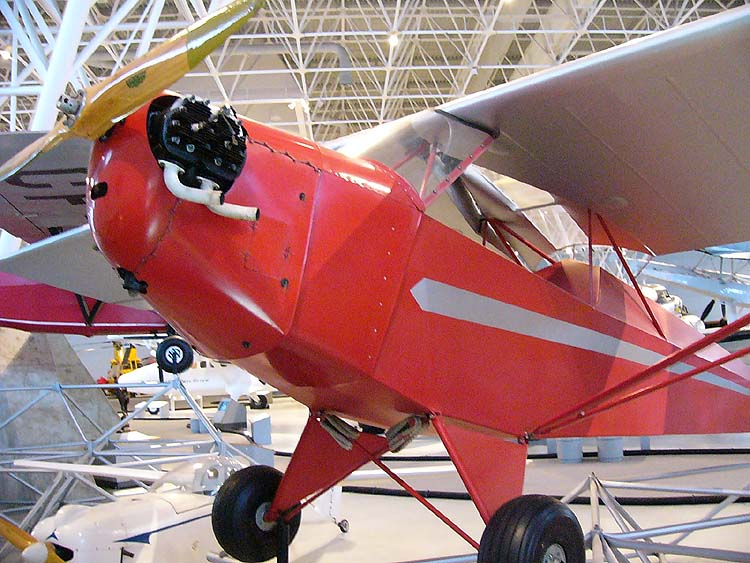
Un Taylor E-2 exposé au musée de l'aviation du Canada, à Ottawa en Ontario.

Données de Milestones of the Air
Caractéristiques générales
- Équipage : 1 pilote
- Capacité : 1 passager
- Longueur : 6,86 m
- Envergure : 10,72 m
- Hauteur : 1,98 m
- Surface alaire : 17,1 m2
- Profil : USA-35B
- Masse à vide : 231 kg
- Masse maximale au décollage : 440 kg
- Moteur : 1   moteur à pistons 4 cylindres à plat refroidis par air Continental A-40-2 (en) de 35 ch (26 kW)

 Performances 
- Vitesse maximale : 129 km/h
- Vitesse de croisière : 113 km/h
- Distance franchissable : 362 km
- Plafond : 3 700 m
- Vitesse ascensionnelle : 120 m/min
- Charge alaire : 29,3 kg/m2
- Rapport poids-puissance : 6,6 kg/ch